# Thiazépine

1,3-thiazépine

1,4-thiazépine

Diltiazem, un composé contenant une 1,4-thiazepine.

Les thiazépines sont des composés hétérocycliques avec un cycle à 7 atomes contenant un atome de soufre et un atome d'azote. Elles peuvent être vues comme des thiépines où un atome d'azote a remplacé un atome de carbone, ou des azépines où un atome de soufre a remplacé un atome de carbone.
On compte parmi les thiazépines :
- la 1,3-thiazépine
- la 1,4-thiazépine

Les benzothiazépines (comme le diltiazem) possèdent un cycle de benzène fusionné avec l'hétérocycle, les dibenzothiazépines en possèdent deux.